# شهرک سوم (خرمشهر)
شهرک سوم، روستایی در دهستان حومه غربی بخش مرکزی شهرستان خرمشهر در استان خوزستان ایران است.
این روستا نزدیک‌ترین روستا به گذرگاه مرزی شلمچه و در نزدیکی باغ رضوان قرار دارد.

## جمعیت
بر پایه سرشماری عمومی نفوس و مسکن در سال ۱۳۹۵، جمعیت این روستا برابر با ۱۲۸ نفر (۳۴ خانوار) بوده است.